# ألفرد مارشال (سياسي)
ألفرد مارشال (بالإنجليزية: Alfred Marshall) هو سياسي أمريكي، ولد في 1797 في نيوهامبشير في الولايات المتحدة، وتوفي في 2 أكتوبر 1868 في تشاينا في الولايات المتحدة. حزبياً، نشط في الحزب الديمقراطي. وقد انتخب عضو مجلس نواب مين وانتخب عضو مجلس النواب الأمريكي.